# Palacio de Deportes de la Comunidad de Madrid
Il Palacio de Deportes de la Comunidad de Madrid (letteralmente "Palazzo dello Sport della Comunità di Madrid"), noto per ragioni di sponsorizzazione prima come Barclaycard Center, poi come WiZink Center e da gennaio 2025 come Movistar Arena, è un'arena coperta localizzata nella città di Madrid, in Spagna. La sua capacità arriva sino ai 15 500 posti per le partite di pallacanestro.

## Storia
La precedente struttura, costruita nel 1960, venne distrutta da un incendio nel 2001. Gli architetti Enrique Hermoso e Paloma Huidobro progettarono una nuova arena che venne ricostruita nella stessa posizione della precedente tra il 2002 e il 2005.
L'arena ha ospitato i due maggiori eventi internazionali per il basket nel primo decennio del XXI secolo. Si sono disputate infatti le fasi finali dell'EuroBasket 2007 e, l'anno seguente, le Final Four di Eurolega. Ha inoltre ospitato le Final Eight e il match finale della Copa del Rey 2005-2006.
Dall'ottobre 2011 torna ad accogliere le partite di pallacanestro del Real Madrid.
ed Movil Estudiantes.
La cantante italiana Laura Pausini si è esibita qui varie volte.

## Galleria d'immagini

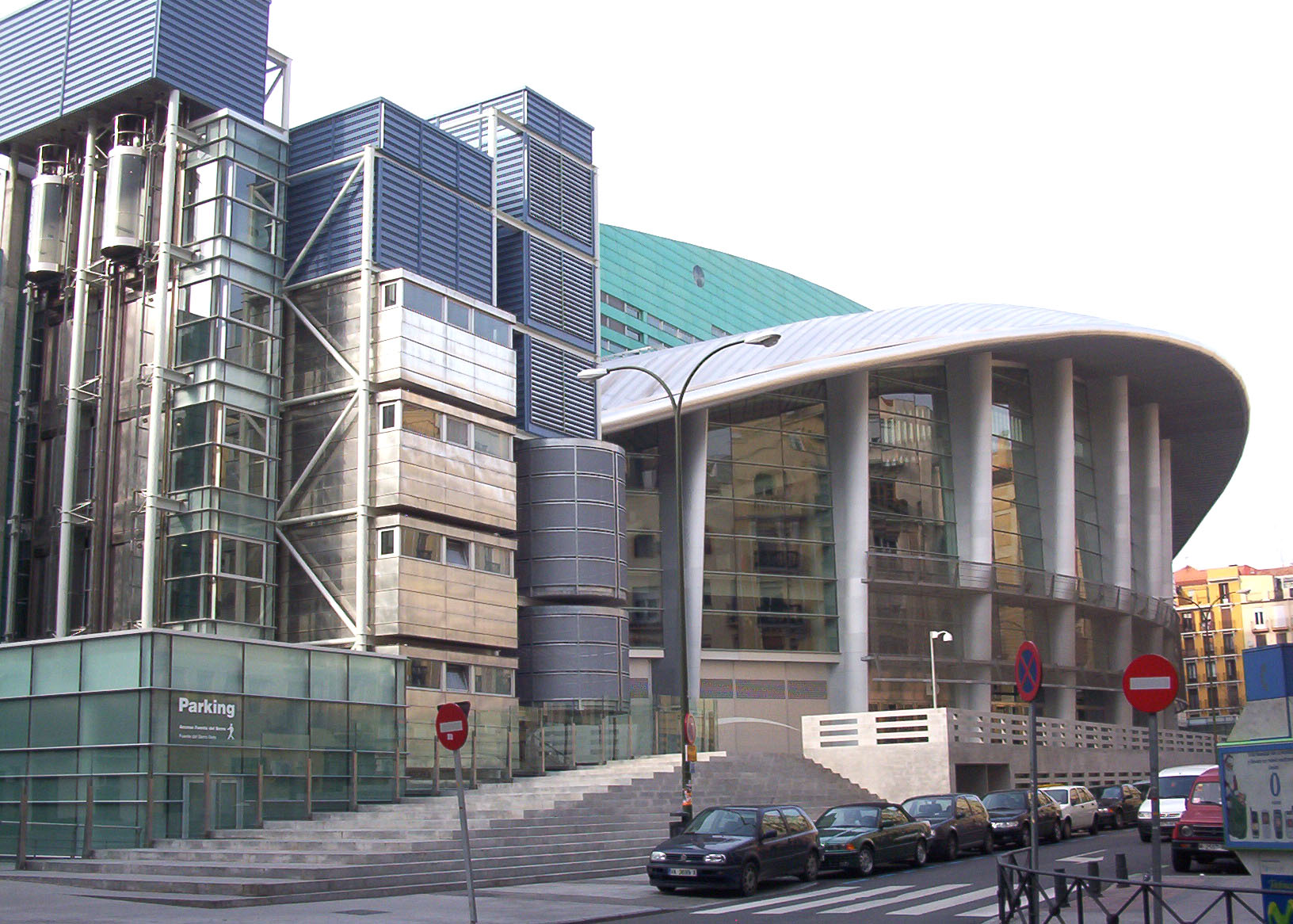
Facciata est del palazzetto
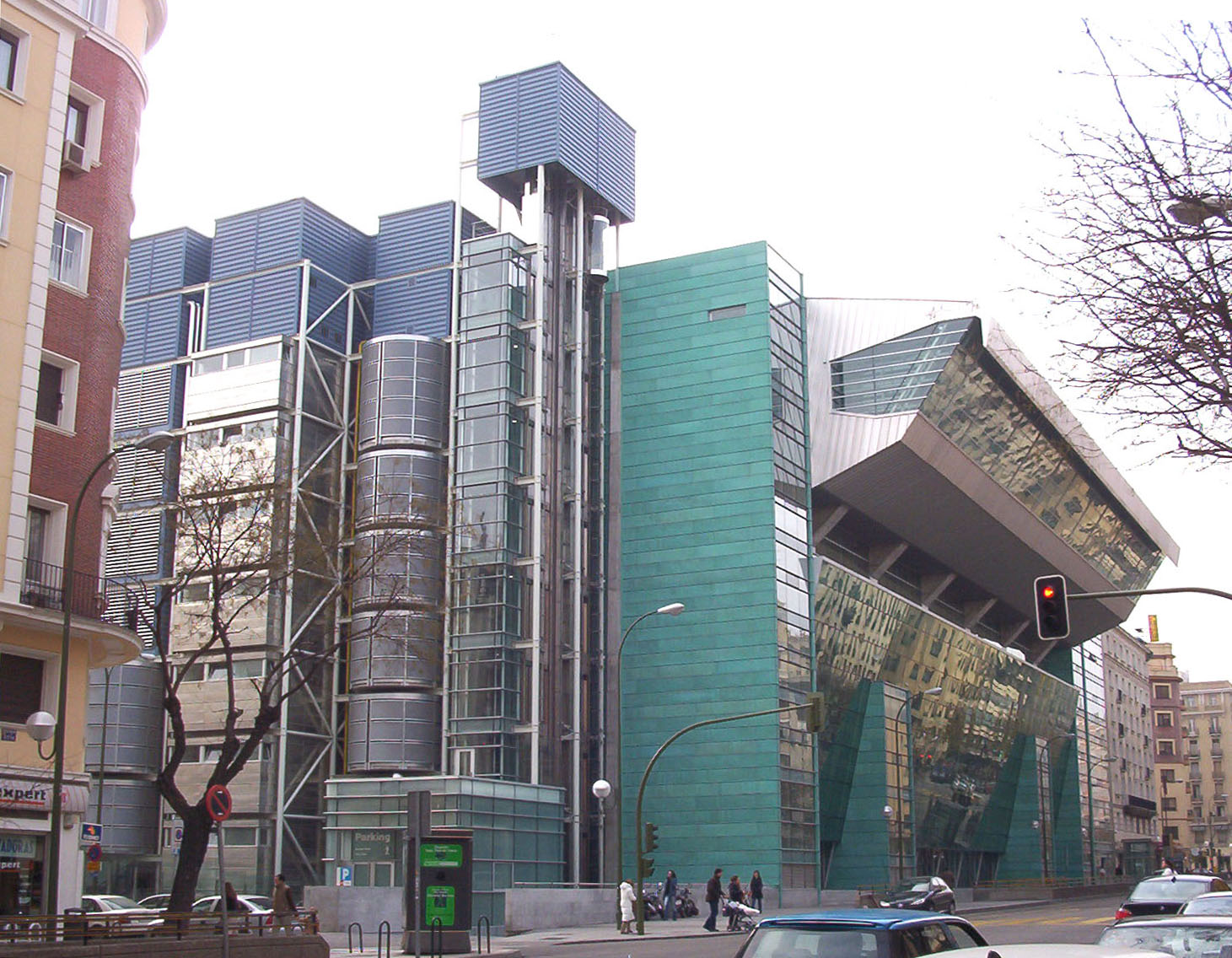
Vista dall'angolo di nord-est
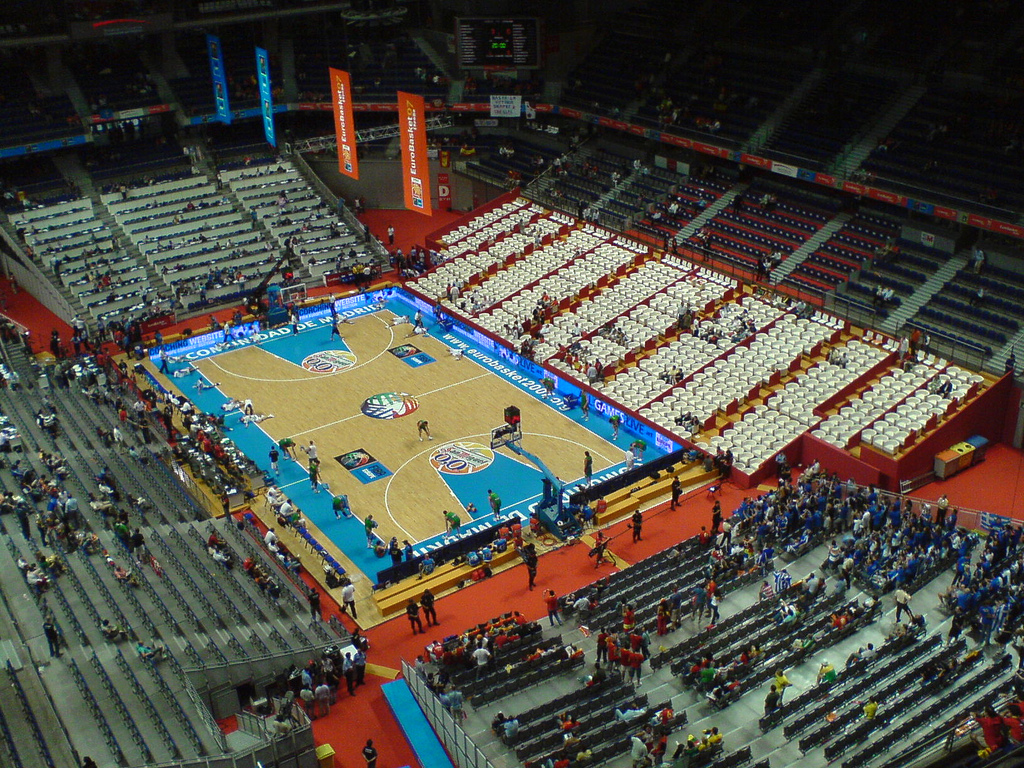
L'interno
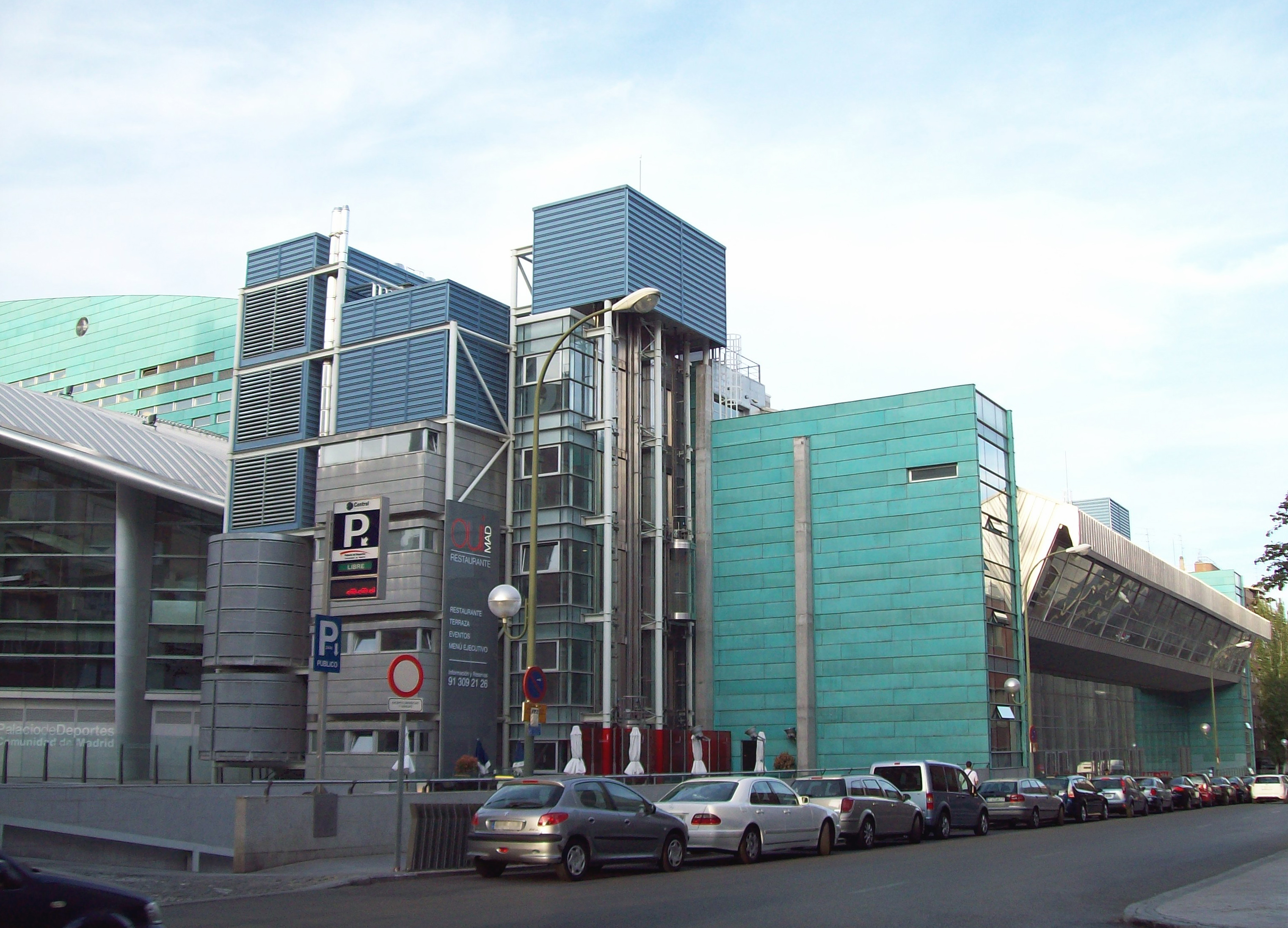
Vista dall'angolo di sud-ovest
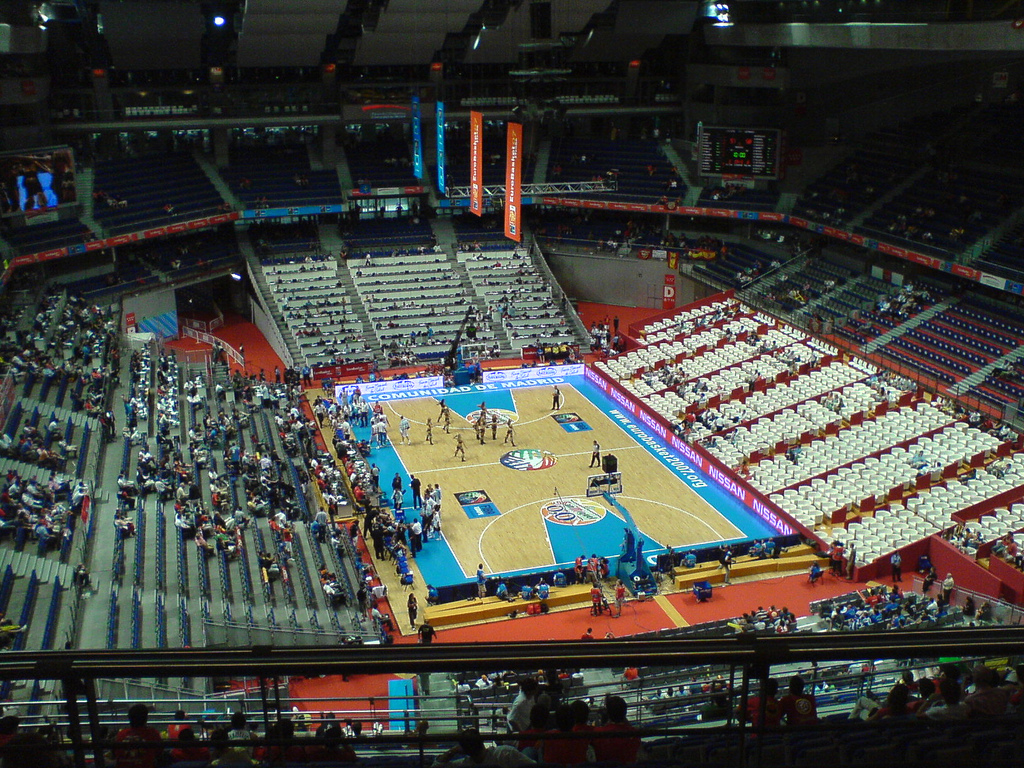
L'interno durante un incontro dell'Eurobasket 2007
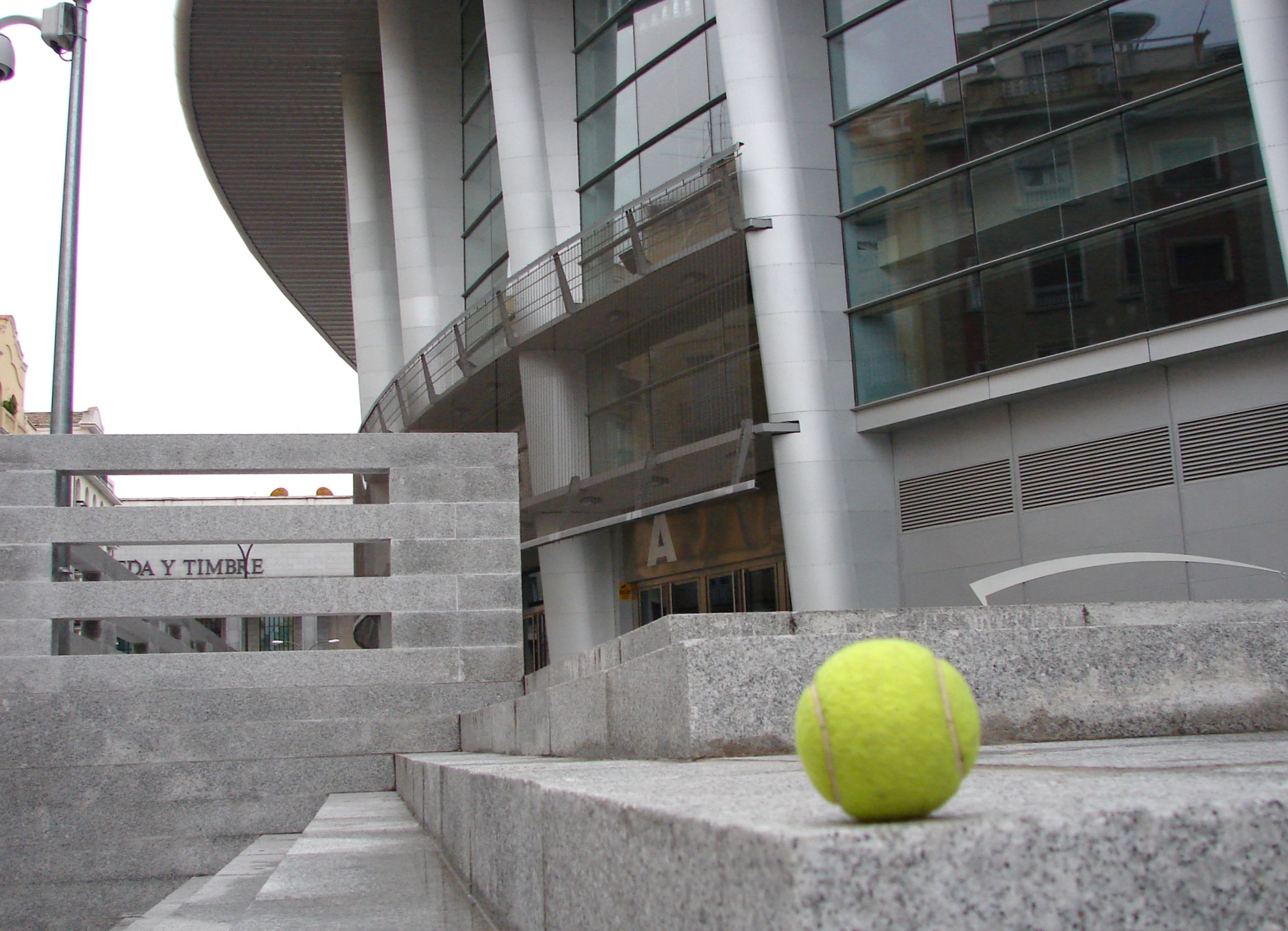
Particolare ingresso
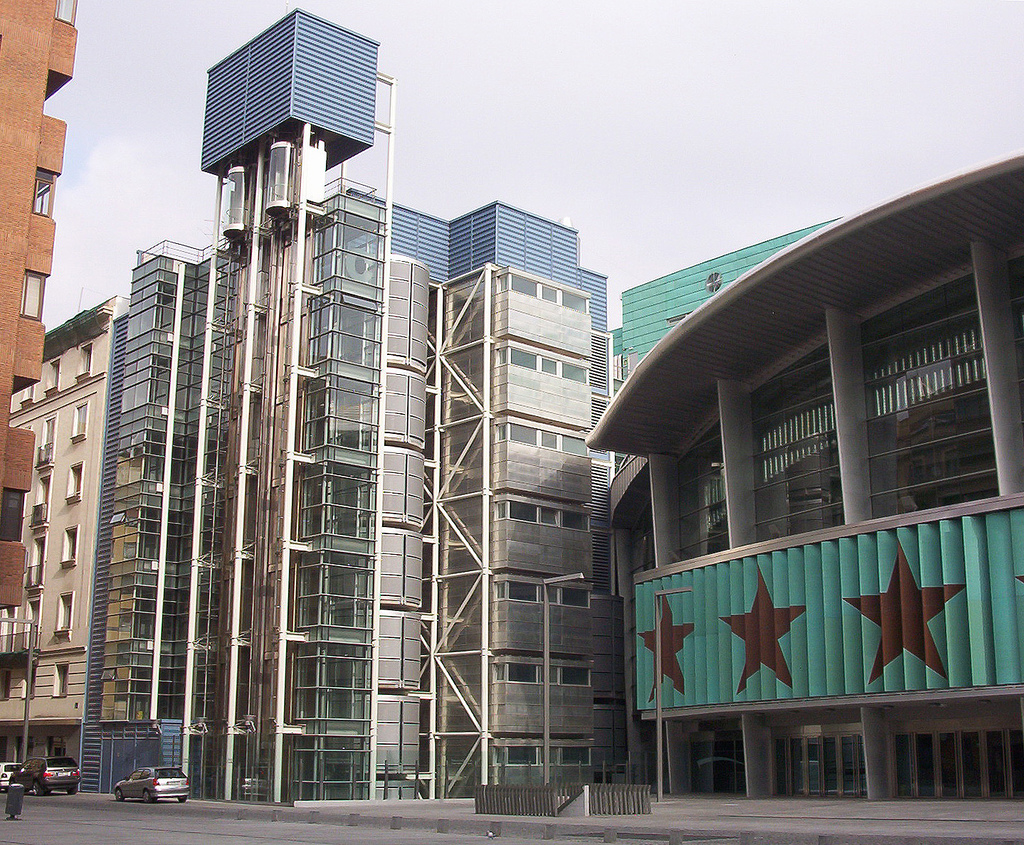
Particolare ascensori laterali
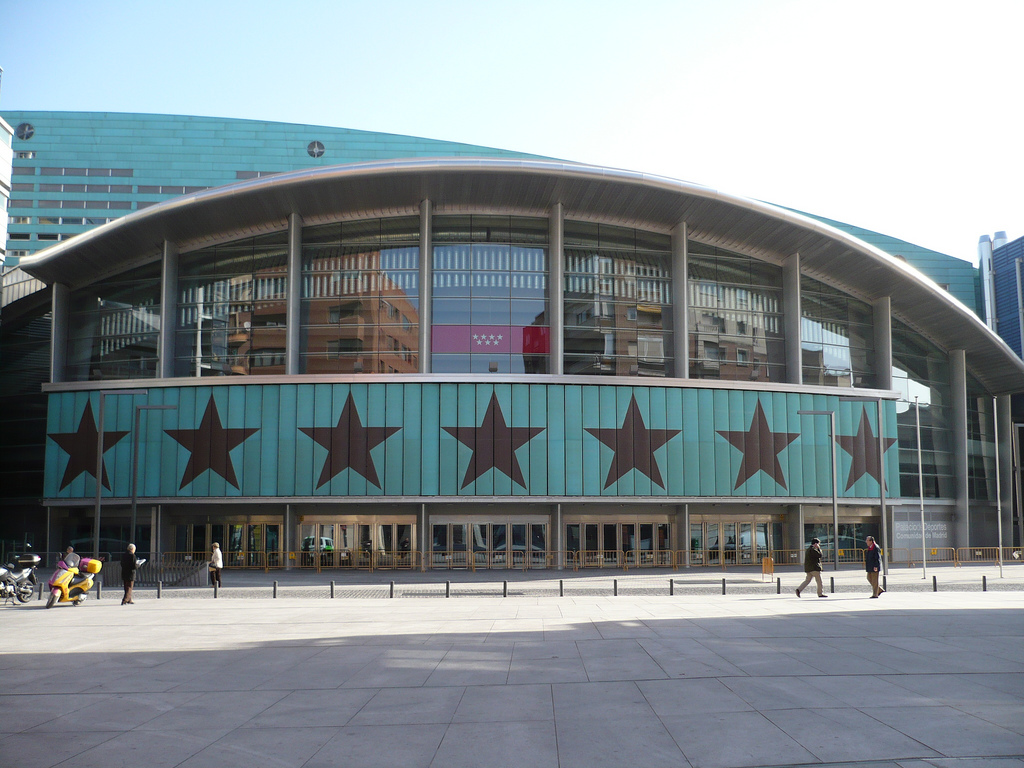
La maestosa facciata centrale